# Ашеберг (Холштајн)
Ашеберг (њем. Ascheberg) општина је у њемачкој савезној држави Шлезвиг-Холштајн. Једно је од 84 општинска средишта округа Плен. Према процјени из 2010. у општини је живјело 3.196 становника. Посједује регионалну шифру (AGS) 1057001.

## Географски и демографски подаци
Ашеберг се налази у савезној држави Шлезвиг-Холштајн у округу Плен. Општина се налази на надморској висини од 36 метара. Површина општине износи 20,9 km². У самом мјесту је, према процјени из 2010. године, живјело 3.196 становника. Просјечна густина становништва износи 153 становника/km².